# Limnocythere sappaensis
Limnocythere sappaensis är en kräftdjursart som beskrevs av Staplin 1963. Limnocythere sappaensis ingår i släktet Limnocythere och familjen Limnocytheridae. Inga underarter finns listade i Catalogue of Life.